# Mariusz Prokop
Mariusz Prokop (ur. 6 czerwca 1968 w Świdniku, zm. 31 marca 2023) – polski piłkarz, występujący na pozycji obrońcy. Przez sześć lat swojej piłkarskiej kariery związany był z Motorem Lublin, w którego barwach rozegrał w latach 1989–1992 61 meczów w pierwszej lidze.

## Kariera piłkarska
Rozpoczynał piłkarską karierę w Avii Świdnik. Lubelska drużyna w latach 70. i 80. regularnie grała w drugiej lidze, a w sezonie 1988/1989, w którym piłkarz został włączony do jej seniorskiego zespołu, zajęła w tabeli trzynaste miejsce i spadła do trzeciej klasy rozgrywkowej.
Po degradacji Avii do trzeciej ligi odszedł do Motoru Lublin, który po dwóch latach banicji powrócił w szeregi pierwszoligowców. W najwyższej polskiej klasie rozgrywkowej piłkarz zadebiutował 29 lipca 1989 w meczu z Widzewem Łódź, w którym zagrał przez pełne 90 minut, a jego nowy zespół wygrał 2:0. Pomimo udanej inauguracji rozgrywek, Motor do końca sezonu walczył o utrzymanie – ostatecznie uplasował się na trzynastym miejscu i uniknął spadku. Rok później klub zaprezentował się lepiej i zajął dziesiątą lokatę. W sezonie 1991/1992, w którym Prokop był podstawowym zawodnikiem, zespół z Lublina zajął 15 pozycję i spadł do drugiej ligi.
Wiosną 1993 doznał skomplikowanego złamania kości piszczelowej, które na prawie rok przerwało jego karierę. Po powrocie do pełnego zdrowia, w sezonie 1994/1995, piłkarz zagrał w 30 meczach drugiej ligi. Pomimo gry w formacjach defensywnych strzelił sześć goli, m.in. w meczach z Pomezanią Malbork czy Błękitnymi Kielce. Jego wysoka skuteczność nie pomogła jednak Motorowi ponownie awansować do pierwszej ligi – zespół uplasował się na 5 miejscu w tabeli, zaś promocję wywalczyły GKS Bełchatów i Siarka Tarnobrzeg.
Na początku rundy jesiennej sezonu 1995/1996 rozegrał cztery ligowe mecze, po czym przeszedł do Polonii Warszawa. Ze stołecznym klubem, który wówczas rozpoczynał okres swoich największych sukcesów, wywalczył awans do pierwszej ligi. Po uzyskaniu promocji odszedł jednak z zespołu i podpisał kontrakt z Hetmanem Zamość. Pół roku później przeniósł się do Stali Stalowa Wola, a następnie powrócił do swojego macierzystego klubu – Avii Świdnik, z którą ponownie grał na zapleczu pierwszej ligi. W 1998 podpisał kontrakt ze Stilonem Gorzów, rozegrał 14 spotkań i zdobył 1 bramkę. Po zakończeniu sezonu 1998/1999 Prokop na krótko związał się z Koroną Kielce. W 2000 wyjechał do Stanów Zjednoczonych, gdzie przez półtora roku występował w polonijnym klubie Olympia Stamford SC, którego zawodnikami byli wówczas m.in. Paweł Kozak czy Jarosław Pacoń (razem grali w Koronie).